# Creoleon antennatus
Creoleon antennatus is een insect uit de familie van de mierenleeuwen (Myrmeleontidae), die tot de orde netvleugeligen (Neuroptera) behoort. 
Creoleon antennatus is voor het eerst wetenschappelijk beschreven door Navás in 1914.